# LGA 1200
LGA 1200 é um soquete compatível com microprocessadores Intel para CPUs de desktop Comet Lake e Rocket Lake que foi lançado no segundo trimestre de 2020.
O LGA 1200 foi projetado para substituir o LGA 1151 (conhecido como Soquete H4). LGA 1200 é uma montagem de Land grid array com 1200 pinos salientes para fazer contato com as almofadas no processador. Ele usa um design modificado do LGA 1151, com mais 49 pinos, melhorando o fornecimento de energia e oferecendo suporte para futuros recursos de E/S incrementais. A posição do pino 1 permanece a mesma dos processadores da geração anterior, mas mudou a chave do soquete para a esquerda (antes era para a direita), tornando os processadores Comet Lake incompatíveis eletricamente e mecanicamente com os chips anteriores.
ASRock, Asus, Biostar, Gigabyte e MSI confirmaram que suas placas-mãe baseadas no chipset Intel Z490 suportam a 11ª geração de CPUs de desktop Intel Rocket Lake. Suporte total ao PCIe 4.0 foi confirmado para as marcas selecionadas. A ASUS não incluiu suporte para PCIe 4.0 em M.2, dificultando o suporte para SSDs PCIe gen 4.0 NVMe.

## Dissipador de calor
Os 4 orifícios para fixação do dissipador de calor na placa-mãe são colocados em um quadrado com comprimento lateral de 75 mm para os soquetes Intel LGA 1156, LGA 1155, LGA 1150, LGA 1151 e LGA 1200. As soluções de refrigeração devem, portanto, ser intercambiáveis.

## Chipsets Comet Lake (série 400)
|                                                              |                                                              | H410                                                                       | B460                                                                       | H470                                                                       | Q470                                                              | Z490                                                              | W480                                            |
| ------------------------------------------------------------ | ------------------------------------------------------------ | -------------------------------------------------------------------------- | -------------------------------------------------------------------------- | -------------------------------------------------------------------------- | ----------------------------------------------------------------- | ----------------------------------------------------------------- | ----------------------------------------------- |
| Overclocking                                                 | Overclocking                                                 | Limites térmicos O overclocking da CPU é oferecido pela ASRock, ASUS e MSI | Limites térmicos O overclocking da CPU é oferecido pela ASRock, ASUS e MSI | Limites térmicos O overclocking da CPU é oferecido pela ASRock, ASUS e MSI | Não                                                               | Sim                                                               | Não                                             |
| Interface de barramento                                      | Interface de barramento                                      | DMI 3.0 x4                                                                 | DMI 3.0 x4                                                                 | DMI 3.0 x4                                                                 | DMI 3.0 x4                                                        | DMI 3.0 x4                                                        | DMI 3.0 x4                                      |
| Suporte de CPU                                               | Suporte de CPU                                               | Comet Lake-S apenas                                                        | Comet Lake-S apenas                                                        | Comet Lake-S / Rocket Lake (uma atualização do BIOS é necessária)          | Comet Lake-S / Rocket Lake (uma atualização do BIOS é necessária) | Comet Lake-S / Rocket Lake (uma atualização do BIOS é necessária) | Comet Lake Workstation Xeon W                   |
| Suporte de memória                                           | Suporte de memória                                           | Dual channel DDR4-2666 ou DDR4-2933, até 128 GB                            | Dual channel DDR4-2666 ou DDR4-2933, até 128 GB                            | Dual channel DDR4-2666 ou DDR4-2933, até 128 GB                            | Dual channel DDR4-2666 ou DDR4-2933, até 128 GB                   | Dual channel DDR4-2666 ou DDR4-2933, até 128 GB                   | Dual channel DDR4-2666 ou DDR4-2933, até 128 GB |
| Máximo de slots DIMM                                         | Máximo de slots DIMM                                         | 2                                                                          | 4                                                                          | 4                                                                          | 4                                                                 | 4                                                                 | 4                                               |
| Máximo de portas USB 2.0                                     | Máximo de portas USB 2.0                                     | 10                                                                         | 12                                                                         | 14                                                                         | 14                                                                | 14                                                                | 14                                              |
| Configuração de portas USB 3.2                               | Gen1                                                         | Até 4                                                                      | Até 8                                                                      | Até 8                                                                      | Até 10                                                            | Até 10                                                            | Até 10                                          |
| Configuração de portas USB 3.2                               | Gen2                                                         | N/A                                                                        | N/A                                                                        | Até 4                                                                      | Até 6                                                             | Até 6                                                             | Até 8                                           |
| Máximo de portas SATA 3.0                                    | Máximo de portas SATA 3.0                                    | 4                                                                          | 6                                                                          | 6                                                                          | 6                                                                 | 6                                                                 | 8                                               |
| Configuração do processador PCI Express v3.0                 | Configuração do processador PCI Express v3.0                 | 1 x 16                                                                     | 1 x 16                                                                     | 1 x 16                                                                     | 1x16 ou 2x8 ou 1x8+2x4                                            | 1x16 ou 2x8 ou 1x8+2x4                                            | 1x16 ou 2x8 ou 1x8+2x4                          |
| Configuração do PCH PCI Express                              | Configuração do PCH PCI Express                              | 6                                                                          | 16                                                                         | 20                                                                         | 24                                                                | 24                                                                | 24                                              |
| Suporte de exibição independente (portas/portas digitais)    | Suporte de exibição independente (portas/portas digitais)    | 2                                                                          | 3                                                                          | 3                                                                          | 3                                                                 | 3                                                                 | 3                                               |
| Sem fio integrado (802.11ax)                                 | Sem fio integrado (802.11ax)                                 | Não                                                                        | Não                                                                        | Intel® Wi-Fi 6 AX201                                                       | Intel® Wi-Fi 6 AX201                                              | Intel® Wi-Fi 6 AX201                                              | Intel® Wi-Fi 6 AX201                            |
| Suporte SATA RAID 0/1/5/10                                   | Suporte SATA RAID 0/1/5/10                                   | Não                                                                        | Sim                                                                        | Sim                                                                        | Sim                                                               | Sim                                                               | Sim                                             |
| Suporte para memória Intel Optane                            |                                                              | Não                                                                        | Sim                                                                        | Sim                                                                        | Sim                                                               | Sim                                                               | Sim                                             |
| Intel Smart Sound Technology                                 |                                                              | Não                                                                        | Sim                                                                        | Sim                                                                        | Sim                                                               | Sim                                                               | Sim                                             |
| Intel Active Management, Trusted Execution e vPro Technology | Intel Active Management, Trusted Execution e vPro Technology | Não                                                                        | Não                                                                        | Não                                                                        | Sim                                                               | Não                                                               | Sim                                             |
| Chipset TDP                                                  | Chipset TDP                                                  | 6W                                                                         | 6W                                                                         | 6W                                                                         | 6W                                                                | 6W                                                                | 6W                                              |
| Litografia de chipset                                        | Litografia de chipset                                        | 22 nm                                                                      | 22 nm                                                                      | 14 nm                                                                      | 14 nm                                                             | 14 nm                                                             | 14 nm                                           |
| Data de lançamento                                           | Data de lançamento                                           | Q2 2020                                                                    | Q2 2020                                                                    | Q2 2020                                                                    | Q2 2020                                                           | Q2 2020                                                           | Q2 2020                                         |

## Chipset Rocket Lake (série 500)
Configuração de suporte de memória comum para todos os chipsets (exceto W580):
- Dual channel
- DDR4-3200 para CPUs Rocket Lake Core i9/i7/i5 de 11ª geração
- DDR4-2933 para CPUs Comet Lake Core i9/i7 de 10ª geração
- DDR4-2666 para todas as outras CPUs
- Até 128 GB usando módulos de 32 GB; máximo de 64 GB para o chipset H510

As placas-mãe baseadas no W580 suportam DDR4-3200 RAM no modo de dual channel.
|                                                              |                                                              |                                                              | H510                                                    | B560                                                    | H570                                                    | Q570                                                    | Z590                                                    | W580                                                    |
| ------------------------------------------------------------ | ------------------------------------------------------------ | ------------------------------------------------------------ | ------------------------------------------------------- | ------------------------------------------------------- | ------------------------------------------------------- | ------------------------------------------------------- | ------------------------------------------------------- | ------------------------------------------------------- |
| Overclocking                                                 | Overclocking                                                 | Overclocking                                                 | Não                                                     | RAM apenas                                              | RAM apenas                                              | Não                                                     | Sim                                                     | RAM apenas                                              |
| Interface de barramento                                      | Interface de barramento                                      | Interface de barramento                                      | DMI 3.0 x8 (funciona no modo x4 para CPUs Comet Lake-S) | DMI 3.0 x8 (funciona no modo x4 para CPUs Comet Lake-S) | DMI 3.0 x8 (funciona no modo x4 para CPUs Comet Lake-S) | DMI 3.0 x8 (funciona no modo x4 para CPUs Comet Lake-S) | DMI 3.0 x8 (funciona no modo x4 para CPUs Comet Lake-S) | DMI 3.0 x8 (funciona no modo x4 para CPUs Comet Lake-S) |
| Suporte de CPU                                               | Suporte de CPU                                               | Suporte de CPU                                               | Comet Lake-S / Rocket Lake                              | Comet Lake-S / Rocket Lake                              | Comet Lake-S / Rocket Lake                              | Comet Lake-S / Rocket Lake                              | Comet Lake-S / Rocket Lake                              | Rocket Lake                                             |
| Slots DIMM máximos                                           | Slots DIMM máximos                                           | Slots DIMM máximos                                           | 2                                                       | 4                                                       | 4                                                       | 4                                                       | 4                                                       | 4                                                       |
| Portas USB 2.0 máximas                                       | Portas USB 2.0 máximas                                       | Portas USB 2.0 máximas                                       | 10                                                      | 12                                                      | 14                                                      | 14                                                      | 14                                                      | 14                                                      |
| Configuração de portas USB 3.2                               | Gen1                                                         | Gen1                                                         | Até 4                                                   | Até 6                                                   | Até 8                                                   | Até 10                                                  | Até 10                                                  | Até 10                                                  |
| Configuração de portas USB 3.2                               | Gen2                                                         | x1                                                           | —                                                       | Até 4                                                   | Até 4                                                   | Até 8                                                   | Até 10                                                  | Até 10                                                  |
| Configuração de portas USB 3.2                               | Gen2                                                         | x2                                                           | —                                                       | Até 2                                                   | Até 2                                                   | Até 3                                                   | Até 3                                                   | Até 3                                                   |
| Postas SATA 3.0 máximas                                      | Postas SATA 3.0 máximas                                      | Postas SATA 3.0 máximas                                      | 4                                                       | 6                                                       | 6                                                       | 6                                                       | 6                                                       | 8                                                       |
| Configuração do processador PCI Express v4.0                 | Configuração do processador PCI Express v4.0                 | Configuração do processador PCI Express v4.0                 | 1x16                                                    | 1x16 + 1x4                                              | 1x16 + 1x4                                              | 1x16 + 1x4 ou 2x8 + 1x4 ou 1x8 + 3x4                    | 1x16 + 1x4 ou 2x8 + 1x4 ou 1x8 + 3x4                    | 1x16 + 1x4 ou 2x8 + 1x4 ou 1x8 + 3x4                    |
| Configuração PCH PCI Express                                 | Configuração PCH PCI Express                                 | Configuração PCH PCI Express                                 | 6                                                       | 12                                                      | 20                                                      | 24                                                      | 24                                                      | 24                                                      |
| Suporte de exibição independente (portas/ portas digitais)   | Suporte de exibição independente (portas/ portas digitais)   | Suporte de exibição independente (portas/ portas digitais)   | 2                                                       | 3                                                       | 3                                                       | 3                                                       | 3                                                       | 3                                                       |
| Sem fio integrado (802.11ax)                                 | Sem fio integrado (802.11ax)                                 | Sem fio integrado (802.11ax)                                 | Intel® Wi-Fi 6 AX201                                    | Intel® Wi-Fi 6 AX201                                    | Intel® Wi-Fi 6 AX201                                    | Intel® Wi-Fi 6 AX201                                    | Intel® Wi-Fi 6 AX201                                    | Intel® Wi-Fi 6 AX201                                    |
| Suporte SATA RAID 0/1/5/10                                   | Suporte SATA RAID 0/1/5/10                                   | Suporte SATA RAID 0/1/5/10                                   | Não                                                     | Não                                                     | Sim                                                     | Sim                                                     | Sim                                                     | Sim                                                     |
| Suporte para memória Intel Optane                            | Suporte para memória Intel Optane                            | Suporte para memória Intel Optane                            | Não                                                     | Sim                                                     | Sim                                                     | Sim                                                     | Sim                                                     | Sim                                                     |
| Intel Smart Sound Technology                                 |                                                              |                                                              | Não                                                     | Sim                                                     | Sim                                                     | Sim                                                     | Sim                                                     | Sim                                                     |
| Intel Active Management, Trusted Execution e vPro Technology | Intel Active Management, Trusted Execution e vPro Technology | Intel Active Management, Trusted Execution e vPro Technology | Não                                                     | Não                                                     | Não                                                     | Sim                                                     | Não                                                     | Sim                                                     |
| TDP do chipset                                               | TDP do chipset                                               | TDP do chipset                                               | 6W                                                      | 6W                                                      | 6W                                                      | 6W                                                      | 6W                                                      | 6W                                                      |
| Litografia de chipset                                        | Litografia de chipset                                        | Litografia de chipset                                        | 14 nm[carece de fontes?]                                | 14 nm[carece de fontes?]                                | 14 nm[carece de fontes?]                                | 14 nm[carece de fontes?]                                | 14 nm[carece de fontes?]                                | 14 nm[carece de fontes?]                                |
| Data de lançamento                                           | Data de lançamento                                           | Data de lançamento                                           | Q1 2021                                                 | Q1 2021                                                 | Q1 2021                                                 | Q2 2021                                                 | Q1 2021                                                 | Q2 2021                                                 |

1. 1 2  depende da implementação do OEM